# 蘇切斯河
蘇切斯河（西班牙語：Río Suches）是南美洲的河流，河道全長174公里，流域面積2,822平方公里，發源自蘇切斯湖，流經秘魯和玻利維亞，最終注入的的喀喀湖，平均流量每秒11立方米。
15°41′38″S 69°09′22″W / 15.6939°S 69.1561°W